# Sam Field
Pour les articles homonymes, voir Field.
Sam Field, né le 8 mai 1998 à Stourbridge, est un footballeur anglais qui évolue au poste de milieu de terrain aux Queens Park Rangers.

## En club
Formé à West Bromwich Albion, Field participe à son premier match de Premier League le 15 mai 2016, en entrant en fin de rencontre face à Liverpool.
Le 8 août 2019, il est prêté pour une saison à Charlton Athletic.

### En équipe nationale
Sam Field joue en équipe d'Angleterre des moins de 18 ans, puis avec les moins de 19 ans. Le 22 mars 2017, il inscrit un but lors des éliminatoires du championnat d'Europe des moins de 19 ans, contre la Norvège.

## Statistiques
| Saison                | Club                       | Championnat           | Championnat | Championnat | Coupe(s) nationale(s) | Coupe(s) nationale(s) | Compétition(s) continentale(s) | Compétition(s) continentale(s) | Compétition(s) continentale(s) | Total | Total |
| Saison                | Club                       | Division              | M.          | B.          | M.                    | B.                    | Comp.                          | M.                             | B.                             | M.    | B.    |
| 2015-2016             | West Bromwich Albion       | Premier League        | 1           | 0           | -                     | -                     | -                              | -                              | -                              | 1     | 0     |
| 2016-2017             | West Bromwich Albion       | Premier League        | 8           | 0           | 1                     | 0                     | -                              | -                              | -                              | 9     | 0     |
| 2017-2018             | West Bromwich Albion       | Premier League        | 10          | 1           | 2                     | 0                     | -                              | -                              | -                              | 12    | 1     |
| 2018-2019             | West Bromwich Albion       | Championship          | 12          | 1           | 6                     | 0                     | -                              | -                              | -                              | 18    | 1     |
| 2020-2021             | West Bromwich Albion       | Premier League        | 3           | 0           | 2                     | 0                     | -                              | -                              | -                              | 5     | 0     |
| Sous-total            | Sous-total                 | Sous-total            | 34          | 2           | 11                    | 0                     | -                              | -                              | -                              | 45    | 2     |
| 2019-2020             | Charlton Athletic (prêt)   | Championship          | 17          | 0           | 1                     | 0                     | -                              | -                              | -                              | 18    | 0     |
| Sous-total            | Sous-total                 | Sous-total            | 17          | 0           | 1                     | 0                     | -                              | -                              | -                              | 18    | 0     |
| 2020-2021             | Queens Park Rangers (prêt) | Championship          | 19          | 1           | -                     | -                     | -                              | -                              | -                              | 19    | 1     |
| 2021-2022             | Queens Park Rangers        | Championship          | 29          | 0           | -                     | -                     | -                              | -                              | -                              | 29    | 0     |
| 2022-2023             | Queens Park Rangers        | Championship          | 46          | 2           | 2                     | 1                     | -                              | -                              | -                              | 48    | 3     |
| 2023-2024             | Queens Park Rangers        | Championship          | 43          | 4           | 2                     | 0                     | -                              | -                              | -                              | 45    | 4     |
| 2024-2025             | Queens Park Rangers        | Championship          | 30          | 3           | 3                     | 1                     | -                              | -                              | -                              | 33    | 4     |
| Sous-total            | Sous-total                 | Sous-total            | 167         | 10          | 7                     | 2                     | -                              | -                              | -                              | 174   | 12    |
| Total sur la carrière | Total sur la carrière      | Total sur la carrière | 218         | 12          | 19                    | 2                     | -                              | -                              | -                              | 237   | 14    |